# اچ‌ام‌اس ویچ (دی۸۹)
اچ‌ام‌اس ویتچ (دی۸۹) (به انگلیسی: HMS Witch (D89)) یک کشتی بود. این کشتی در سال ۱۹۱۹ ساخته شد.